# Нова Зоря (Сосьвинський міський округ)
Нова Зоря́ (рос. Новая Заря) — селище у складі Сосьвинського міського округу Свердловської області.
Населення — 7 осіб (2010, 2 у 2002).
Національний склад населення станом на 2002 рік: росіяни — 100 %.